# Katharine Hepburn
Pour les articles homonymes, voir Hepburn.
Katharine Hepburn [ˈkæθrɪn ˈhɛpˌbɝn], née le 12 mai 1907 à Hartford (Connecticut) et morte le 29 juin 2003 à Old Saybrook (Connecticut), est une actrice américaine.
Surnommée « Miss Kate », Hepburn compte parmi les grands mythes hollywoodiens. Dotée d'un fort tempérament, elle refuse les conventions ; éclectique et prolifique, elle excelle dans le registre de jeunes femmes loufoques ou de vieilles filles aigries (notamment dans les comédies de George Cukor et Howard Hawks) avant d'endosser le costume de souveraines d'Écosse et d'Angleterre (pour John Ford et Anthony Harvey).
Elle détient le record, inégalé jusqu’à présent, de l’actrice la plus oscarisée au monde, puisqu’elle a reçu l'Oscar de la meilleure actrice à quatre reprises, sans jamais venir chercher ses récompenses. En 1999, Katharine Hepburn est classée par l'American Film Institute comme la « plus grande actrice de légende du cinéma américain ».
Elle n'a aucun lien de parenté avec l'actrice Audrey Hepburn, troisième de ce même classement. 

## Biographie

### Jeunesse et débuts au théâtre

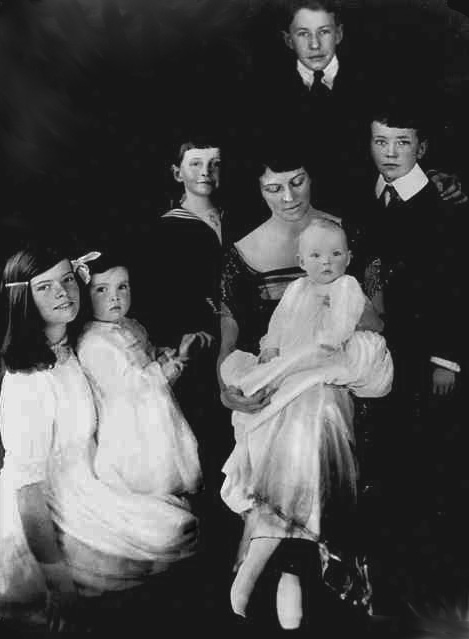
Katharine Martha Houghton Hepburn et ses six enfants.

Katharine Hepburn,,,, est la deuxième des six enfants (Richard Houghton Hepburn, Dr. Robert Houghton Hepburn, Margaret Houghton Perry, Marion Hepburn Grant et Thomas Houghton Hepburn) du médecin urologue, pionnier de l'hygiène sexuelle, Thomas Norval Hepburn (1879-1962) et de la suffragette (militante de la Women's Social and Political Union), Katharine Martha Houghton (1878-1951).
Elle est élevée dans une famille cultivée du New Jersey. D’une nature indépendante, elle affirme un caractère bien déterminé. Très tôt, après des études à l’Oxford School et au Collège Bryn Mawr, elle s’intéresse aux cours d’art dramatique. En 1921, elle est traumatisée par la découverte de son frère aîné Thomas pendu (probablement un suicide),.
À l’âge de 19 ans, elle abandonne ses études et se rend à Baltimore dans une compagnie théâtrale où elle commence par de petits rôles, dans La Tsarine et The Cradle Snatchers ; puis part pour New York pour monter The Big Pond, mais sans grand succès.
À vingt ans, elle pose nue pour un peintre. Le poète Phelps Putman dit d'elle : « Elle était l'anarchie vivante du cœur. Elle était aussi impolie que la vie et la mort. »
« Garce » — selon ses propres termes —, elle épouse par commodité un homme d'affaires, Ludlow "Luddy" Ogden Smith, en 1928, pour se plonger sans souci dans sa seule passion, le théâtre. Elle est pourtant mauvaise et le sait. Après sa première représentation de The Lake à Broadway, la romancière et critique Dorothy Parker écrit : « Allez donc voir Miss Hepburn décliner toute la gamme des émotions de A à B ». À la suite de cet échec, elle ne retrouve plus de rôle, mais décide de s'acharner.
En 1930, elle assiste à la conférence lors de laquelle Lee Strasberg énonce le dogme de l'Actors Studio : « Nous jouerons toutes sortes de pièces. Nous serons tous égaux : vedette une semaine, simple figurant la suivante ». Kate, qui "cachetonne"  depuis presque dix ans, ne peut accepter et claque la porte du théâtre.
Elle obtient enfin ses premiers succès à Broadway dans Art and Mrs Bottle, en 1931, et surtout dans The Warrior’s Husband (1932), dans le rôle d’Antiope, reine des Amazones, où elle impressionne favorablement les critiques.

### À la conquête d´Hollywood

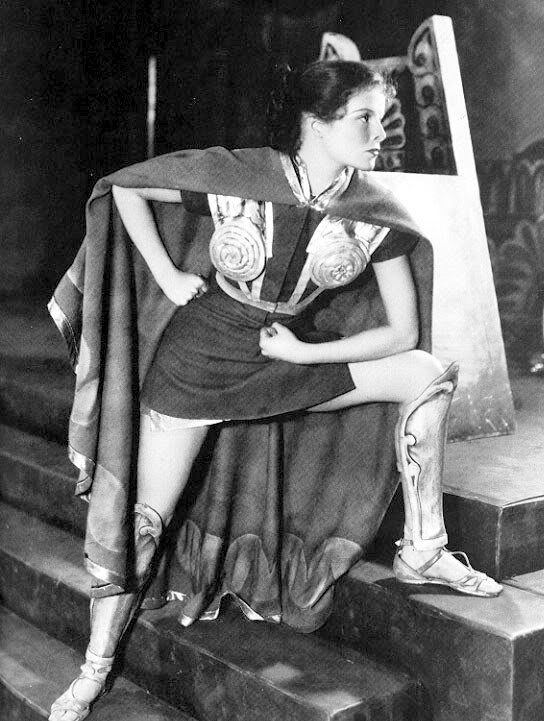
Katharine Hepburn en 1932 dans la pièce de théâtre The Warrior's Husband.

Katharine Hepburn décide de tenter sa chance à Hollywood. À l'époque, les nababs des studios cherchent justement une Américaine capable de concurrencer la Suédoise Greta Garbo avec une morphologie androgyne, un visage diaphane et une personnalité raffinée. Lorsque Kate se présente, sa sveltesse et son indépendance impressionnent David Selznick (l'un des directeurs de la RKO alors) qui lui propose en 1932 son premier film, Héritage (A Bill of Divorcement), aux côtés de John Barrymore, réalisé par George Cukor, qui deviendra son réalisateur préféré. Ils tourneront sept films ensemble et plusieurs téléfilms.
Forte de ses derniers succès au théâtre, l’actrice parvient à négocier un avantageux contrat. Arrivée en 1932 à Hollywood, elle détonne dans cet univers très glamour par son physique, sa façon d’être et de s’habiller (pantalon et chemise désassortis qu'à part Katharine Hepburn à cette époque, seules Greta Garbo et Marlène Dietrich avaient osé porter).

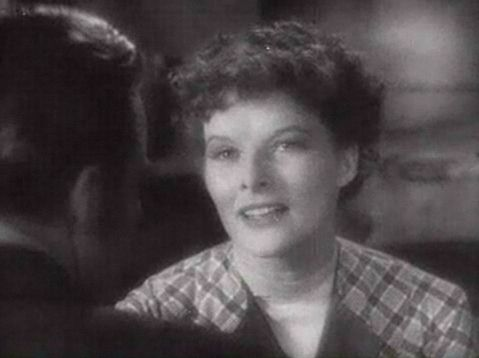
Les Quatre Filles du docteur March (1933).

Son tempérament est à l’opposé des stéréotypes féminins de l’époque incarnés par Greta Garbo, la femme mythifiée, Marlene Dietrich, la femme fatale inaccessible à l’érotisme trouble, ou Mae West et Jean Harlow, stars à la sexualité agressive. Elle va incarner les nouvelles héroïnes de l’écran : indépendantes et actives, affirmant leur personnalité propre, non pas dans la sécurité du mariage, mais dans la volonté d’agir de façon égale, sinon supérieure, à celle d’un homme.
Elle campe une ambitieuse aviatrice prête à tout dans La Phalène d'argent, son second film ; une jeune fille indépendante qui renonce à l’amour pour devenir écrivain dans Les Quatre Filles du docteur March ; une fille "garçon manqué", travestie en homme, dans Sylvia Scarlett ; la reine Marie Stuart pour John Ford ; une militante féministe qui assume sans honte sa condition de fille-mère dans La Rebelle.
Très vite, les producteurs, réalisateurs et vedettes vont succomber à son charme et seront victimes de son caractère. Dès ses premiers films, elle donne son avis sur tout et fait preuve d’un sens artistique inné.
Vedette attitrée de la RKO, elle obtient dès son troisième film l’Oscar de la meilleure actrice dans Morning Glory. Un an plus tard, en 1934, elle divorce de Ludlow Oggen Smith.

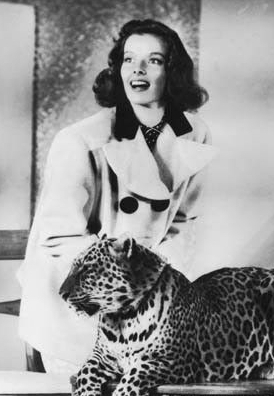
L'Impossible Monsieur Bébé (1938).

George Cukor, tout de suite fasciné par l’actrice, renouvelle leur collaboration dans Les Quatre filles du docteur March. Dès leur première rencontre naît une amitié qui durera toute leur vie. Elle reçoit pour ce film la toute première Coupe Volpi pour la meilleure interprétation féminine du Festival de Venise. En 1936, elle retrouve pour la troisième fois George Cukor avec Sylvia Scarlett dans lequel elle interprète le rôle d’un garçon manqué se transformant en jeune femme épanouie grâce à l’amour. Lourd échec critique et commercial, ce film inclassable est pourtant l'un des plus beaux du Cukor des années trente.
Bien que le public commence à l'aduler, beaucoup de ses films sont des fiascos et on la surnomme « poison du box-office ». Peu à peu les portes des studios se ferment.
Elle renoue pourtant avec le succès dans son dernier film à la RKO, l’extraordinaire L'Impossible Monsieur Bébé d’Howard Hawks. Cette comédie loufoque, chef-d’œuvre de la « screwball comedy », restera un modèle du genre, grâce notamment au duo hors pair formé par Katharine Hepburn et Cary Grant. Après avoir racheté son contrat à la RKO deux mille dollars, elle retrouve Cukor, son réalisateur fétiche, et Cary Grant, son partenaire de prédilection, pour une brillante comédie à la Columbia, Vacances. C'est un nouveau succès au box-office.
Sollicitée pour le rôle tant envié de Scarlett O'Hara, et pourtant bien décidée à l’obtenir, elle refuse néanmoins de tourner un bout d’essai et voit ainsi le rôle lui échapper.

### Star de la MGM
Entre-temps, Katharine se laisse séduire par le très fantasque milliardaire Howard Hughes. Amants et associés, ils achètent les droits de la pièce The Philadelphia Story et l'infatigable Kate triomphe deux années durant sur les planches. Lorsque Howard Hughes envoie des limousines au domicile de l'actrice pour lui permettre de rejoindre les studios plus confortablement, elle n'hésite pas une seconde à décliner, préférant utiliser son vélo.
Les studios s'intéressent de nouveau à elle, mais elle fait monter les enchères et négocie durement avec Samuel Goldwyn, les frères Warner et même Louis B. Mayer. Pour son retour, elle exige George Cukor comme réalisateur, James Stewart et Cary Grant comme partenaires (cf. Indiscrétions).
Louis B. Mayer, patron de la MGM, cède aux demandes de la star. En effet, la MGM a un grand besoin de renouveler ses stars féminines en ce début de décennie. Greta Garbo et Norma Shearer sont sur le point de se retirer des écrans, Myrna Loy interrompt sa carrière pour travailler à la Croix-Rouge, Joan Crawford est sur la sellette et va quitter la MGM en 1943 pour la Warner. La firme au lion a absolument besoin d’une forte personnalité, et Katharine Hepburn arrive à point nommé.
Le film Indiscrétions est un énorme succès. L'actrice obtient le prix de la critique new-yorkaise et une nomination aux Oscars, James Stewart reçoit la précieuse statuette.
En 1940, elle fait son entrée parmi les stars de la firme Metro-Goldwyn-Mayer, avec un contrat de longue durée assorti de privilèges, dont celui de pouvoir choisir ses partenaires.

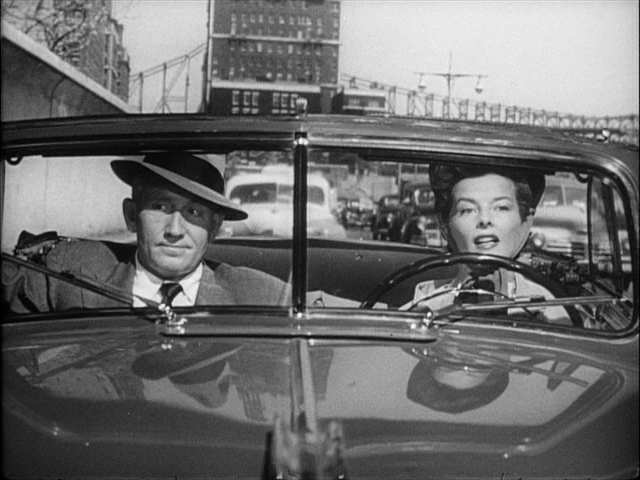
Spencer Tracy et Katharine Hepburn dans Madame porte la culotte (1949).

Après le succès d’Indiscrétions et une pause de quelques mois, elle reçoit un scénario de Ring Lardner Jr., Michael Kanin et Garson Kanin, La Femme de l'année. C’est la rencontre avec Spencer Tracy, celui qui va devenir l’homme de sa vie. Ils formeront un des couples les plus célèbres de l’histoire du cinéma et tourneront neuf films ensemble. Les films MGM suivants seront plus conventionnels, malgré de grands réalisateurs comme Vincente Minnelli, Elia Kazan, Clarence Brown, Frank Capra. Mais deux brillantes comédies de George Cukor, Madame porte la culotte et Mademoiselle Gagne-Tout, écrites par Ruth Gordon et Garson Kanin (nommés les deux fois aux Oscars), donnent une nouvelle preuve de la merveilleuse complicité du couple Tracy-Hepburn.
C’est aussi l’époque du maccarthisme. Katharine, qui ne cachait pas ses opinions sur ce comité chargé d'enquêter sur les activités anti-américaines des artistes d’Hollywood, déclare notamment : « Depuis le commencement des temps, l’artiste a toujours exprimé les aspirations et les rêves du peuple. En imposant silence à un artiste, vous bâillonnez la voix la plus puissante qui soit. »
Son contrat avec la MGM se termine en 1952 et Katharine retrouve son indépendance.

### Une femme indépendante

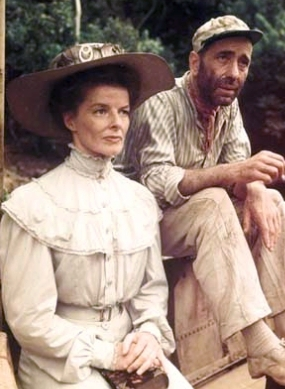
Katharine Hepburn et Humphrey Bogart dans L'Odyssée de l'African Queen (1951).

Après un retour à Broadway triomphal et une tournée pour une pièce de Shakespeare, Comme il vous plaira, John Huston lui propose un film avec Humphrey Bogart : L'Odyssée de l'African Queen. Réalisé en décors naturels à Biondo en république démocratique du Congo (alors Congo belge), le tournage est éprouvant en raison des conditions climatiques pénibles, ce qui n’empêche pas les deux acteurs de composer un duo haut en couleur qui va faire la joie des spectateurs. Le film reçoit quatre nominations aux Oscars pour John Huston, Katharine Hepburn, James Agee (scénario) et Humphrey Bogart, qui obtient la précieuse statuette.
Elle retourne au théâtre dans une pièce de George Bernard Shaw, La Milliardaire, puis joue les vieilles filles au cinéma dans Vacances à Venise (un film qui lui vaut sa sixième nomination aux Oscars) et Le Faiseur de pluie. Elle retrouve Spencer Tracy pour une nouvelle comédie, Une femme de tête, et surtout interprète Mme Venable, vieille milliardaire excentrique, dans Soudain l'été dernier, d’après un roman de Tennessee Williams. Le côté sulfureux du scénario et l’attitude du réalisateur Joseph L. Mankiewicz envers Montgomery Clift provoquent une atmosphère lourde durant le tournage. Le film est néanmoins un triomphe. Elizabeth Taylor et Katharine Hepburn sont toutes deux citées aux Oscars.

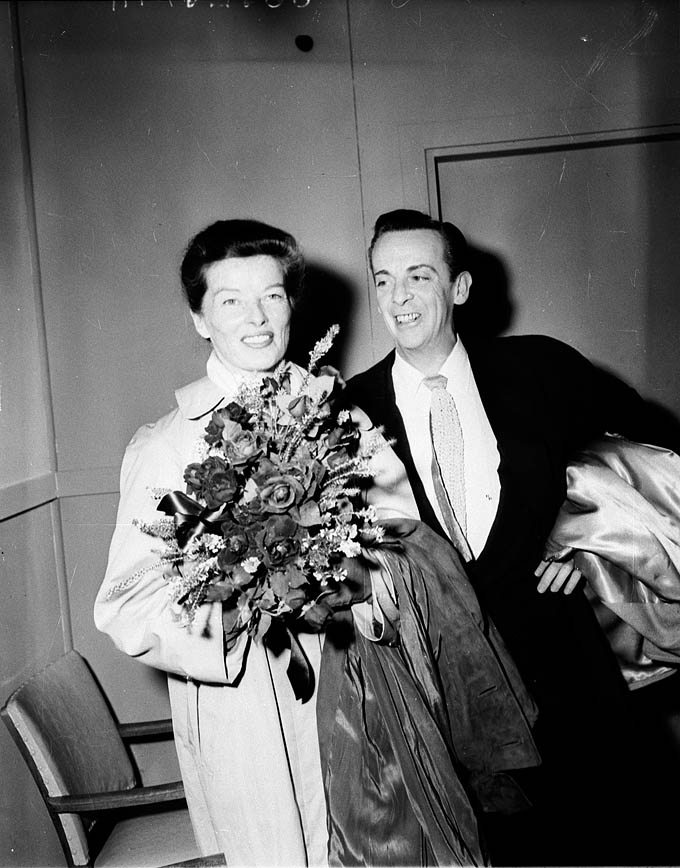
Katharine Hepburn et le danseur Robert Helpmann en 1955.

Après les années 1950, ses apparitions sur le grand écran se font plus rares, mais sont toujours saluées aussi bien par la critique et le public que par les professionnels, comme l'attestent les louanges qu'elle reçoit pour son interprétation dans le film de Sidney Lumet en 1962, Long voyage vers la nuit, tiré d'une pièce de théâtre éponyme d'Eugene O'Neill, qui lui vaut le Prix d'interprétation à Cannes. Elle continue parallèlement, toujours avec bonheur, les incursions au théâtre, notamment dans des pièces de Shakespeare et même dans la comédie musicale avec Coco, sur la vie de la couturière Coco Chanel.
Elle reçoit encore trois Oscar de la meilleure actrice ; deux consécutifs en 1968 et 1969, et un en 1982. Ils distinguent ses interprétations dans la comédie de mœurs Devine qui vient dîner... de Stanley Kramer (son dernier film avec Spencer Tracy), Le Lion en hiver d'Anthony Harvey où elle joue Aliénor d'Aquitaine (elle obtint le prix ex æquo avec Barbra Streisand dans Funny Girl), puis La Maison du lac de Mark Rydell, l'un de ses derniers rôles au cinéma. Dans ce dernier, elle et Henry Fonda campent un couple d'octogénaires qui voient débarquer dans leur maison de campagne leur fille, jouée par Jane Fonda, avec un nouveau compagnon et le fils de celui-ci.
Bien que les quatre Oscars de sa carrière, glanés sur une cinquantaine d'années et douze nominations, fassent d'elle la comédienne la plus récompensée dans la catégorie de la meilleure actrice (aucun homme n'a reçu autant d'Oscars du meilleur acteur), elle ne se déplace jamais pour les accepter au cours des différentes cérémonies, davantage par désintérêt que par boycott. Sa seule et unique apparition aux Oscars date de 1974 : elle y a remis le Prix Irving G. Thalberg au producteur Lawrence Weingarten,.
Elle tourne encore quelques films, dont l'un dans lequel elle forme un truculent duo avec John Wayne, Une bible et un fusil, et deux téléfilms avec son pygmalion George Cukor. Alternant des rôles de comédie romantique avec ceux de vieilles filles privées d'amour, elle a régné durant quatre décennies sur Hollywood avant de se retirer à New York.
Elle a imposé au cinéma son inimitable style fait de désinvolture, de malice, d'indépendance, d'avant-garde, de provocation et d'impertinence et son verbe émaillé de traits d'esprit.

### Tremblement essentiel
Pendant plusieurs décennies, jusqu'à sa mort, Katharine Hepburn a souffert d'un tremblement essentiel (à ne pas confondre avec la Maladie de Parkinson), qu'elle avait hérité de son grand-père et qui lui provoquait des tremblements à la tête et parfois aux mains,,. Selon Dickens (1990), les tremblements étaient perceptibles lors de ses performances dans le téléfilm de 1979, Le blé est vert ; les critiques ont mentionné la « paralysie qui faisait trembler sa tête ». Le tremblement de Katharine Hepburn a empiré dans les années 1980, quand elle était dans ses 70 à 80 ans. Ils sont particulièrement visibles tout au long du film La Maison du lac, sorti en 1981.

### Mort
Katharine Hepburn, atteinte d'un cancer de l'œsophage, meurt durant son sommeil le 29 juin 2003 à l'âge de 96 ans dans sa résidence d'Old Saybrook (Connecticut),. Elle repose au Cedar Hill Cemetery de Hartford (Connecticut).
Les exécuteurs testamentaires de Katharine Hepburn ont évalué ses biens, meubles et immeubles, à plus de 20 millions de dollars. Sa maison a été vendue pour la somme de 18 millions de dollars.

### Vie privée
Au début des années 1940, Kate rencontre le grand amour de sa vie, Spencer Tracy. Lors de leur première entrevue, elle s'écrie : « Oh, Monsieur Tracy, mais je suis vraiment trop grande pour vous ! ». À quoi, Tracy réplique : « Ce n’est pas grave, ma chère, j’aurai vite fait de vous rendre votre vraie dimension. ». Elle a dit également de lui qu'il était « bon comme une pomme de terre au four ». Une profonde intimité les unit tout de suite. Ils vivent, clandestinement, vingt ans de passion adultère (Tracy n'a jamais voulu divorcer de son épouse) et elle tourne avec lui neuf films, dont La Femme de l'année, Madame porte la culotte et Devine qui vient dîner.... Tracy meurt en 1967.
Dans son livre Kate: The Woman Who Was Hepburn, William J. Mann s'interroge sur sa sexualité, et affirme qu'elle a préféré la compagnie sexuelle des femmes. Mann mentionne Scotty, un homme qui arrangeait des rencontres et fournissait des partenaires à la communauté homosexuelle de Hollywood. Il aurait eu des rapports sexuels avec Tracy et présenté près de 150 partenaires sexuelles à Hepburn. Scotty Bowers, proxénète et prostitué, raconte dans son livre Full Service que Hepburn ne voyait la plupart d'entre elles qu'une ou deux fois ; il y eut cependant l'exception notable d'une jeune femme de 17 ans nommée Barbara. Peu de temps après l'avoir rencontrée, Hepburn lui offrit une voiture Ford Fairlane ; elle reverra Barbara durant quarante-neuf ans. Trois mois avant la mort de Katharine Hepburn en juin 2003, Barbara, mariée trois fois au cours de cette période, reçoit une lettre de ses avocats, accompagnée d'un chèque de 100 000 dollars,.

## Divers
- Katharine Hepburn, sans être parfaitement bilingue, parlait couramment français[41].
- Katharine Hepburn possède son étoile sur le Walk of Fame[42],[43].
- Myrna Loy, qui était l'un des plus grands amours secrets de Spencer Tracy, dira qu'elle aurait préféré gagner des prix remportés par Katharine Hepburn. Tracy, lui, dira plus tard avoir trouvé la femme qu'il voulait en la personne de Hepburn tout en gardant intact son amour pour Loy. Toutefois, Myrna Loy folle amoureuse de Spencer Tracy, poursuivit clandestinement sa liaison et profita des absences régulières de Katharine Hepburn pour se rendre dans la chambre d'hôtel de son amant à Beverly Hills. Plusieurs années plus tard, Loy finit par révéler lors d'un entretien confidentiel avec le cinéaste Alan Greenberg : « J'aimais profondément Spence. Je l'aimais. J'étais folle amoureuse de lui et je voulais être en couple avec lui mais elle [Katharine Hepburn], était malheureusement en travers de mon chemin »[44],[45],[46],[47],[48],[49].
- Elle a eu plusieurs surnom Katharine of arrogance, First Lady of Cinema[50], The Great Kate[51].

## Théâtre
- The Czarina (1928)
- The Cradle Snatchers (1928)
- The Big Pond (1928)
- Night Hostess (1928)
- These Days (1928)
- Holiday (1928)
- A Month in the Country (1930)
- A Romantic Young Lady (1930)
- The Admirable Crichton (1930)
- Art and Mrs. Bottle (1930)
- Just Married (1931)
- It's a Wise Child (1931)
- Alias the Deacon (1931)
- The Cat and the Canary (1931)
- Let Us Be Gay (1931)
- The Man Who Came Back (1931)
- The Warrior's Husband (1932)

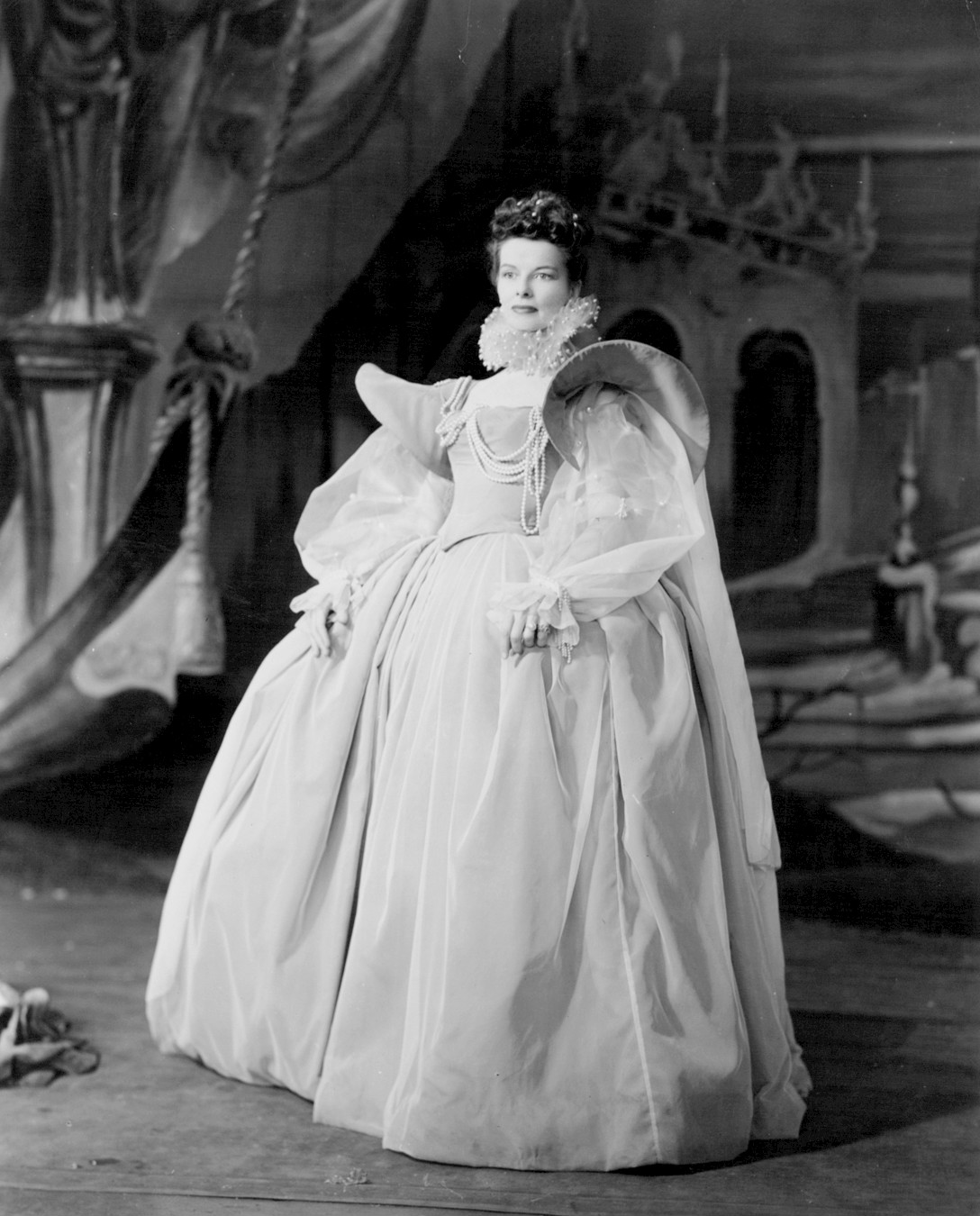
Katharine Hepburn en 1951 dans une pièce de Shakespeare, Comme il vous plaira (As You Like It)

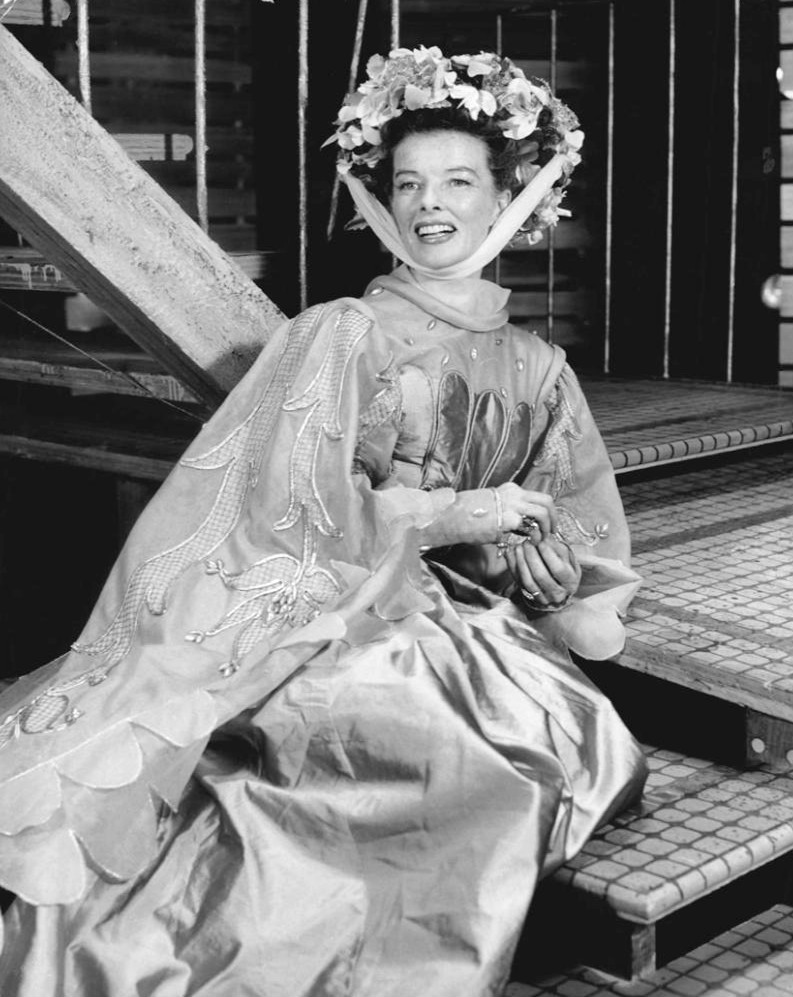
Katharine Hepburn en 1958 dans une autre pièce de Shakespeare, Beaucoup de bruit pour rien (Much Ado About Nothing)

- The Bride the Sun Shines On (1932)
- The Lake (1934)
- Jane Eyre (1936-1937)
- The Philadelphia Story (1938)
- Without Love (1942)
- As You Like It (1950)
- The Millionairess (1952)
- The Merchant of Venice, Measure for Measure et The Taming of the Shrew (1955)
- The Merchant of Venice et Much Ado About Nothing (1957)
- Antony and Cleopatra et Twelfth Night (1960)
- Coco (1969)
- A Matter of Gravity (1976)
- The West Side Waltz (1981)

## Filmographie

### Cinéma

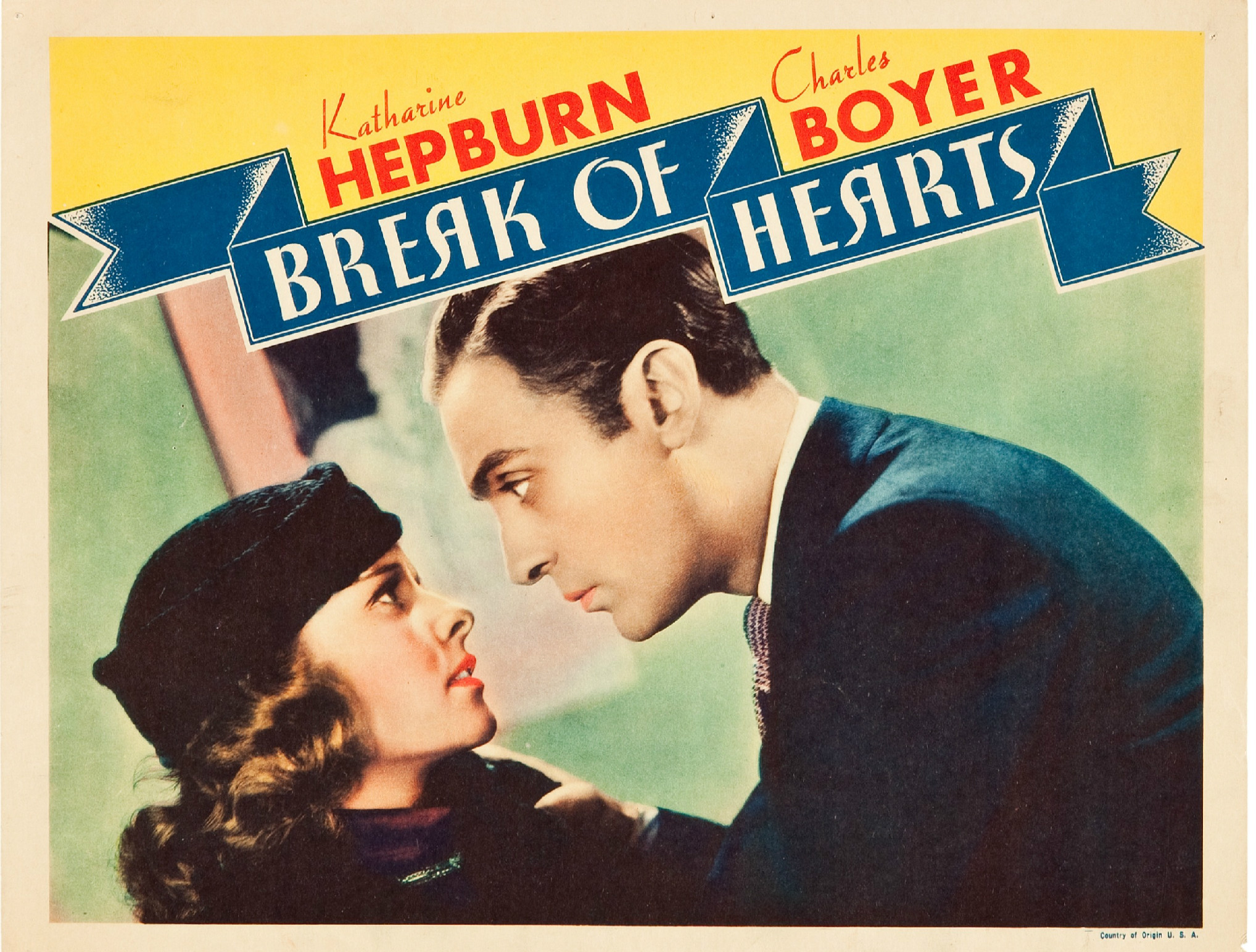
Cœurs brisés (1935).

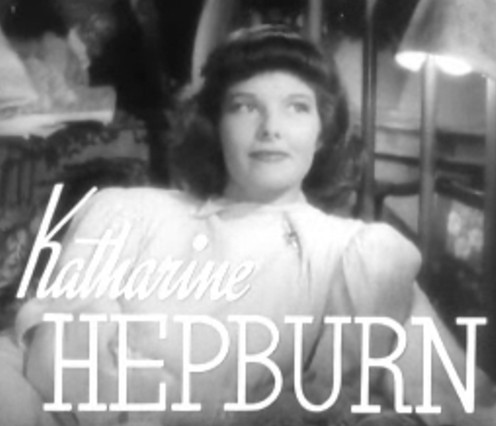
Pension d'artistes (1937).

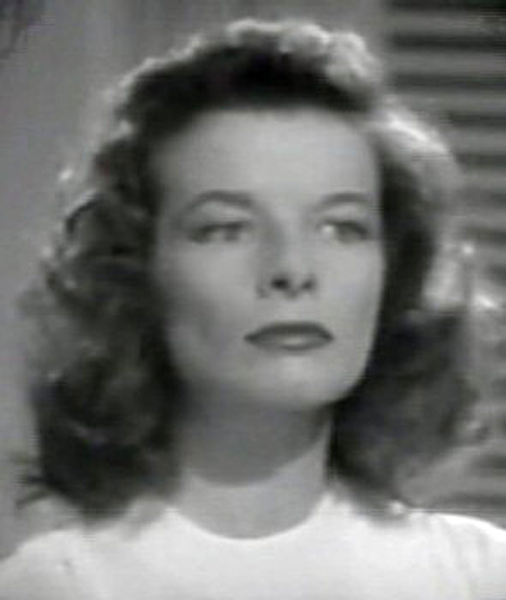
Indiscrétions (1940).

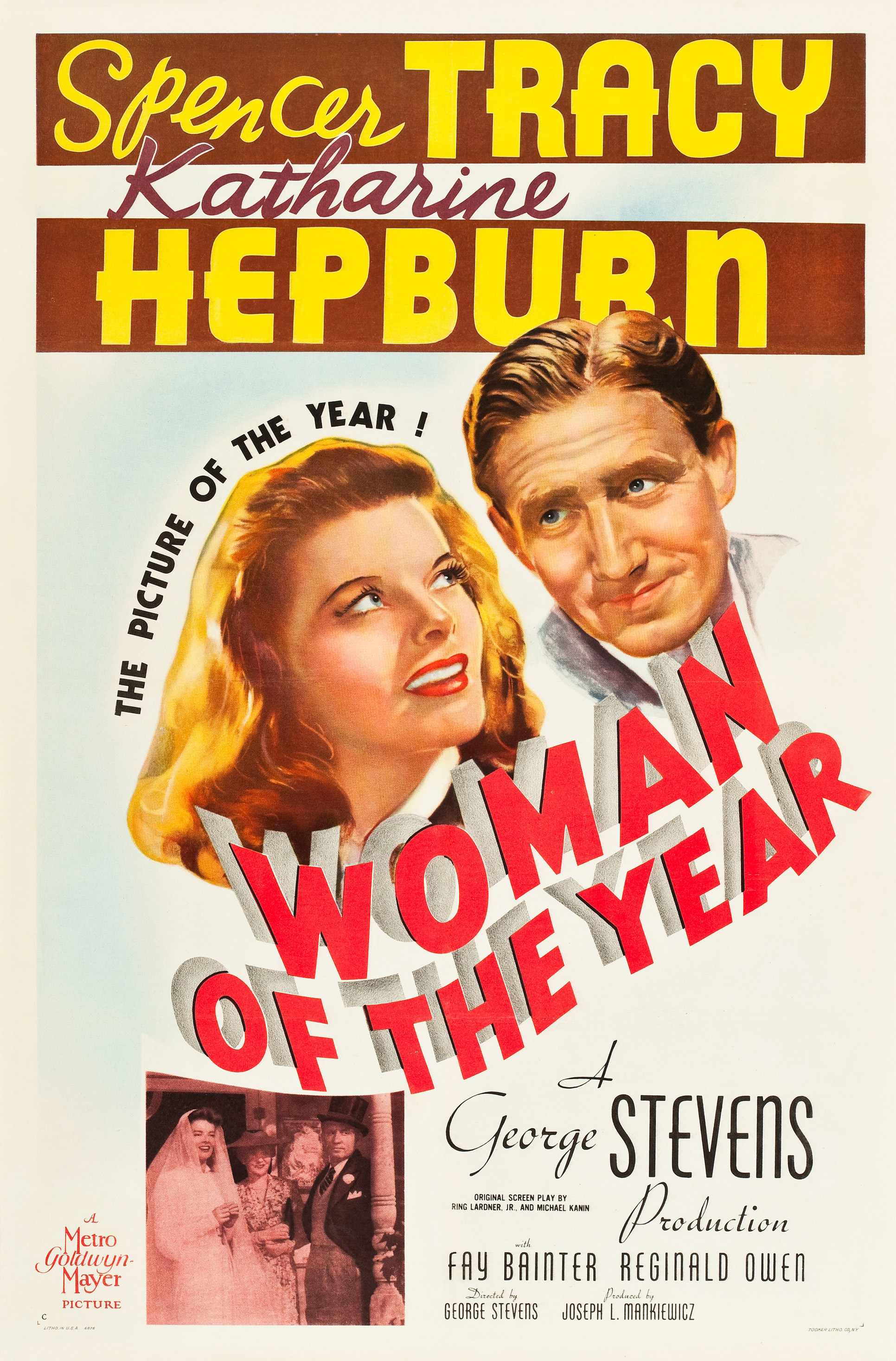
La Femme de l'année (1942).

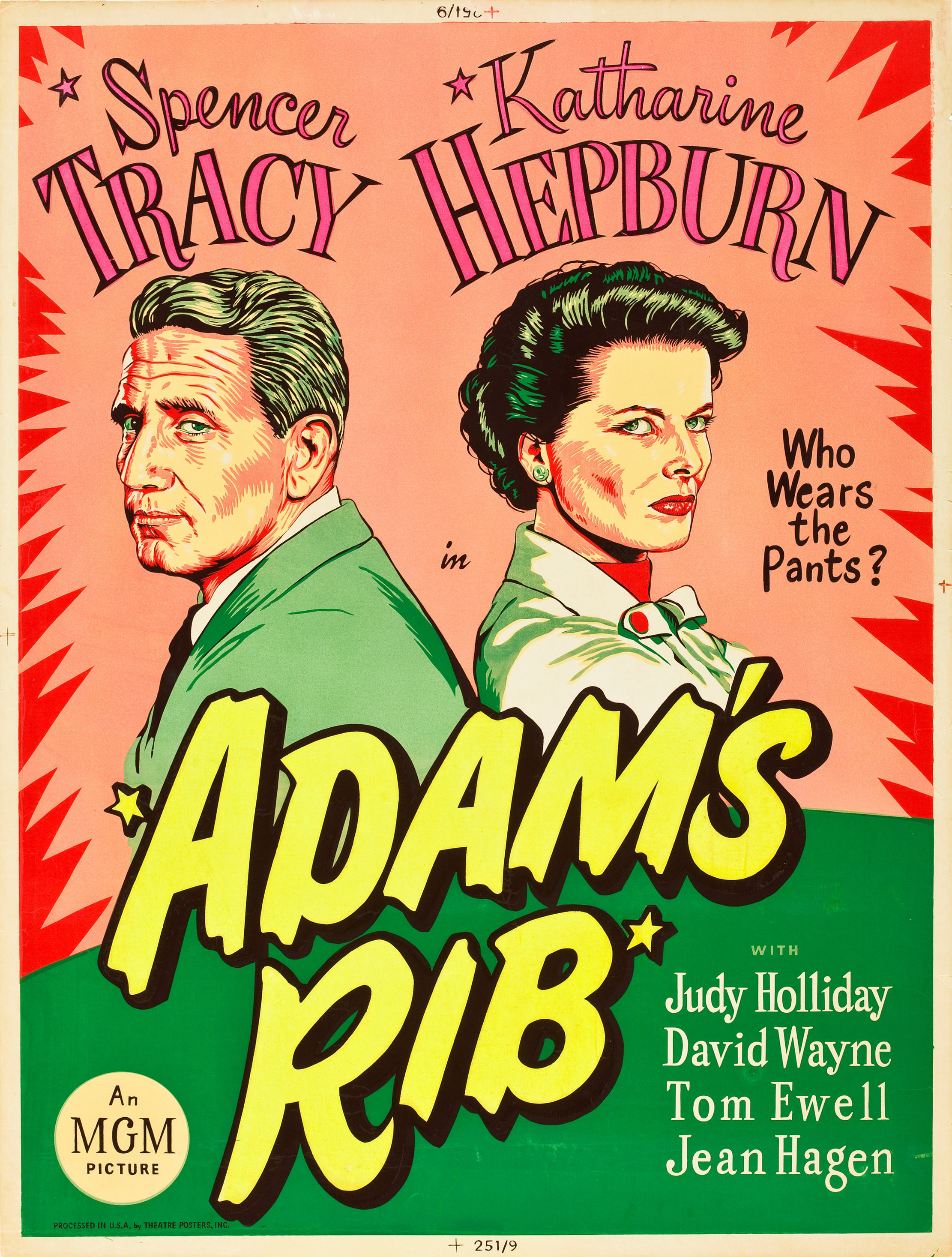
Madame porte la culotte (1949).

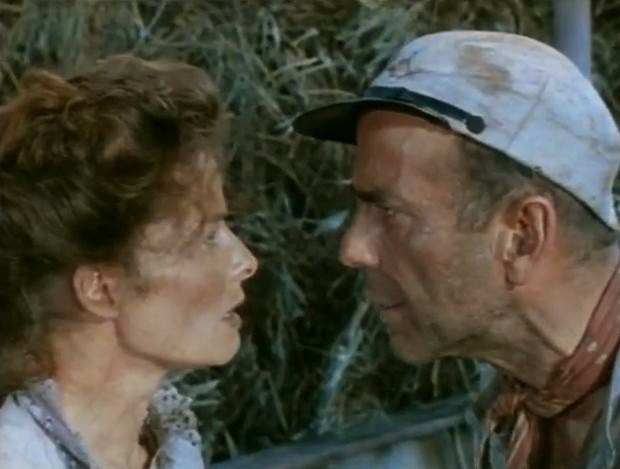
L'Odyssée de l'African Queen (1951).

- 1932 : Héritage (A Bill of Divorcement) de George Cukor : Sydney Fairfield
- 1933 : La Phalène d'argent (Christopher Strong) de Dorothy Arzner : Lady Cynthia Darrington
- 1933 : Gloire éphémère (Morning Glory) de Lowell Sherman : Eva Lovelace
- 1933 : Les Quatre Filles du docteur March (Little Women) de George Cukor : Josephine « Jo » March
- 1934 : Mademoiselle Hicks (Spitfire) de John Cromwell : Trigger Hicks
- 1934 : Le Petit Ministre (The Little Minister) de Richard Wallace : Barbara « Babbie »
- 1935 : Cœurs brisés (Break of Hearts) de Philip Moeller : Constance Dane Roberti
- 1935 : Sylvia Scarlett de George Cukor : Sylvia Scarlett
- 1935 : Désirs secrets (Alice Adams) de George Stevens : Alice Adams
- 1936 : Marie Stuart (Mary of Scotland) de John Ford : Marie Stuart
- 1936 : La Rebelle (A Woman Rebels) de Mark Sandrich : Pamela « Pam » Thistlewaite
- 1937 : Pour un baiser (Quality Street) de George Stevens : Phoebe Throssel
- 1937 : Pension d'artistes (Stage Door) de Gregory LaCava : Terry Randall
- 1938 : L'Impossible Monsieur Bébé (Bringing Up Baby) de Howard Hawks : Susan Vance
- 1938 : Vacances (Holiday) de George Cukor : Linda Seton
- 1940 : Indiscrétions (The Philadelphia Story) de George Cukor : Tracy Samantha Lord
- 1942 : La Femme de l'année (Woman of the Year) de George Stevens : Tess Harding
- 1943 : La Flamme sacrée (Keeper of the Flame) de George Cukor : Christine Forrest
- 1943 : Le Cabaret des étoiles (Stage Door Canteen) de Frank Borzage : elle-même (caméo)
- 1944 : Les Fils du dragon (Dragon Seed) de Jack Conway et Harold S. Bucquet : Jade Tan
- 1945 : Sans amour (Without Love) de Harold S. Bucquet : Jamie Rowan
- 1946 : Lame de fond (Undercurrent) de Vincente Minnelli : Ann Hamilton
- 1947 : Le Maître de la prairie (Sea of Grass) d'Elia Kazan : Lutie Cameron Brewton
- 1947 : Passion immortelle (Song of Love) de Clarence Brown : Clara Schumann
- 1948 : L'Enjeu (State of the Union) de Frank Capra : Mary Matthews
- 1949 : Madame porte la culotte (Adam's Rib) de George Cukor : Amanda Bonner
- 1951 : L'Odyssée de l'African Queen (The African Queen) de John Huston : Rose Sayer
- 1952 : Mademoiselle Gagne-Tout (Pat and Mike) de George Cukor : Pat Pemberton
- 1955 : Vacances à Venise (Summertime) de David Lean : Jane Hudson
- 1956 : Le Faiseur de pluie (The Rainmaker) de Joseph Anthony : Lizzie Curry
- 1956 : Whisky, vodka et jupon de fer (The Iron Petticoat) de Ralph Thomas : Capitaine Vinka Kovelenko
- 1957 : Une femme de tête (The Desk Set) de Walter Lang : Bunny Watson
- 1959 : Soudain l'été dernier (Suddenly, Last Summer) de Joseph L. Mankiewicz : Valerie Venable
- 1962 : Long voyage vers la nuit (Long Days Journey into Night) de Sidney Lumet : Mary Tyrone
- 1967 : Devine qui vient dîner... (Guess Who's Coming to Dinner) de Stanley Kramer : Christina Drayton
- 1968 : Le Lion en hiver (The Lion in Winter) d'Anthony Harvey : Aliénor d'Aquitaine
- 1969 : La Folle de Chaillot (The Madwoman of Chaillot) de Bryan Forbes : la comtesse Aurelia
- 1971 : Les Troyennes (The Trojan Women) de Michael Cacoyannis : Hécube
- 1973 : A Delicate Balance de Tony Richardson : Agnes
- 1975 : Une bible et un fusil (Rooster Cogburn) de Stuart Millar : Eula Goodnight
- 1978 : Olly, Olly, Oxen Free de Richard A. Colla : Miss Pudd
- 1981 : La Maison du lac (On Golden Pond) de Mark Rydell : Ethel Thayer
- 1984 : Grace Quigley d'Anthony Harvey : Grace Quigley
- 1994 : Rendez-vous avec le destin (Love Affair) de Glenn Gordon Caron : Ginny

### Télévision
- 1973 : La Ménagerie de verre (The Glass Menagerie) d'Anthony Harvey : Amanda Wingfield
- 1975 : Il neige au printemps (Love Among the Ruins) de George Cukor : Jessica Medlicott
- 1979 : Le blé est vert (The Corn Is Green) de George Cukor : Lilly Moffat
- 1986 : Mrs. Delafield Wants to Marry de George Schaefer : Margaret Delafield
- 1988 : Laura Lansing Slept Here de George Schaefer : Laura Lansing
- 1992 : Bijoux, hot-dogs et tasses de thé (The Man Upstairs) de George Schaefer : Victoria Brown
- 1994 : Un amour oublié (This Can't Be Love) d'Anthony Harvey : Marion Bennett
- 1994 : One Christmas de Tony Bill : Cornelia Beaumont

## Distinctions

### Aux États-Unis
Katharine Hepburn est récompensée par l'Oscar de la meilleure actrice à quatre reprises : en 1934 pour le rôle d'Eva Lovelace dans Morning Glory (1933) de Lowell Sherman ; en 1968 pour le rôle de Christina Drayton dans Devine qui vient dîner... (1967) de Stanley Kramer ; en 1969 pour le rôle d'Aliénor d'Aquitaine dans Le Lion en hiver (1968) d'Anthony Harvey et en 1982 pour le rôle d'Ethel Thayer dans La Maison du lac (1981) de Mark Rydell. Ceci reste un record inégalé en 2022. Elle a par ailleurs été nommée à huit autres reprises, sans toutefois remporter la récompense.
Katharine Hepburn est par ailleurs nommée à quatre reprises aux Golden Globes, pour la distinction de meilleure actrice dans un film dramatique : en 1959 pour son interprétation de madame Violet Venable dans Soudain l'été dernier (1958) de Joseph L. Mankiewicz ; en 1967 pour le rôle de Christina Drayton dans Devine qui vient dîner... (1967) de Stanley Kramer ; en 1968 pour le rôle d'Aliénor d'Aquitaine dans Le Lion en hiver (1968) d'Anthony Harvey et en 1981 pour son interprétation d'Ethel Thayer dans La Maison du lac (1981) de Mark Rydell. Elle n’a toutefois jamais remporté cette distinction.

### En Europe
La Mostra de Venise est le premier grand festival européen à distinguer Katharine Hepburn en lui décernant, en 1934, la Coupe Volpi de la meilleure actrice pour son interprétation du rôle de Josephine « Jo » March dans Les Quatre Filles du docteur March (1933) de George Cukor.
Katharine Hepburn est ensuite nommée à plusieurs reprises au Royaume-Uni pour le British Academy Film Award (BAFTA) de la meilleure actrice étrangère, sans obtenir la récompense : en 1953 pour le rôle de Pat Pemberton dans Mademoiselle Gagne-Tout (1951) de George Cukor ; en 1956 pour le rôle de Jane Hudson dans Vacances à Venise (1954) de David Lean et en 1958 pour le rôle de Lizzie Curry dans Le Faiseur de pluie (1956) de Joseph Anthony.
Elle est plus tard distinguée du BAFTA de la meilleure actrice pour son interprétation dans trois rôles : ceux de Christina Drayton dans Devine qui vient dîner... (1967) de Stanley Kramer et d'Aliénor d'Aquitaine dans Le Lion en hiver (1968) d'Anthony Harvey en 1969, puis celui d'Ethel Thayer dans La Maison du lac (1981) de Mark Rydell en 1983.
En France, c'est en 1962 que Katharine Hepburn reçoit le prix d'interprétation féminine du Festival de Cannes pour le rôle de Mary Tyrone dans Long Voyage vers la nuit (1962) de Sidney Lumet.

### Liste des distinctions

#### Récompenses
- Oscars 1934 : meilleure actrice pour Morning Glory
- Hasty Pudding Theatricals 1958 : star féminine de l’année
- Oscars 1968 : meilleure actrice pour Devine qui vient dîner...
- Oscars 1969 : meilleure actrice pour Le Lion en hiver
- Primetime Emmy Awards 1974 : meilleure actrice dans une mini-série ou un téléfilm pour La Ménagerie de verre
- Laurel Awards 1970 : star féminine de l’année
- Laurel Awards 1971 : star féminine de l’année
- Golden Apple Awards 1975 : star féminine de l’année
- Golden Apple Awards 1981 : star féminine de l’année
- Oscars 1982 : meilleure actrice dans un drame pour La Maison du lac
- American Movie Awards 1989 : lauréate du prix pour l’ensemble de sa carrière

#### Nominations
- Oscars 1936 : meilleure actrice pour Désirs secrets
- Oscars 1941 : meilleure actrice pour Indiscrétions
- Oscars 1943 : meilleure actrice pour La Femme de l'année
- Oscars 1952 : meilleure actrice pour L'Odyssée de l'African Queen
- Golden Globes 1953 : meilleure actrice dans une comédie pour Mademoiselle Gagne-Tout
- Oscars 1956 : meilleure actrice pour Vacances à Venise
- Golden Globes 1957 : meilleure actrice dans un drame pour Le Faiseur de pluie
- Oscars 1957 : meilleure actrice pour Le Faiseur de pluie
- Golden Globes 1960 : meilleure actrice dans un drame pour Soudain l’été dernier (Suddenly, Last Summer) (1959).
- Oscars 1960 : meilleure actrice pour Soudain l’été dernier
- Golden Globes 1963 : meilleure actrice dans un drame pour Long voyage vers la nuit
- Oscars 1963 : meilleure actrice pour Long voyage vers la nuit
- Golden Globes 1968 : meilleure actrice dans une comédie pour Devine qui vient dîner...
- Golden Globes 1969 : meilleure actrice dans un drame pour Le Lion en hiver
- Primetime Emmy Awards 1974 meilleure actrice dans une mini-série ou un téléfilm pour La Ménagerie de verre
- Primetime Emmy Awards 1979 : meilleure actrice dans une mini-série ou un téléfilm pour Le blé est vert
- Golden Globes 1982 : meilleure actrice dans un drame pour La Maison du lac
- Primetime Emmy Awards 1986 : meilleure actrice dans une mini-série ou un téléfilm pour Mrs. Delafield Wants to Marry
- Primetime Emmy Awards 1986 : meilleure série documentaire pour The Spencer Tracy Legacy: A Tribute by Katharine Hepburn - partagée avec George Paris (producteur exécutif), George Paige (producteur exécutif), David Heeley (producteur) et Joan Kramer (producteur)
- Golden Globes 1993 : meilleure actrice dans une mini-série ou un téléfilm pour Bijoux, hot-dogs et tasses de thé
- Primetime Emmy Awards 1993 : meilleure série documentaire pour Katharine Hepburn: All About Me - partagée avec David Heeley (producteur) et Joan Kramer (producteur)

### Hommages
Katharine Hepburn a été nommée par l'American Film Institute « plus grande actrice de légende du cinéma américain » et a reçu le prix Geoffrey-Beene du Conseil des créateurs de mode américains en 1985.
Plusieurs actrices ont incarné Katharine Hepburn à l'écran : après Marisa Berenson dans Chasseur blanc, cœur noir (1990) de Clint Eastwood, évoquant le tournage de L'Odyssée de l'African Queen, Cate Blanchett a joué son rôle en 2004 dans Aviator de Martin Scorsese, ce qui lui a permis d'obtenir le BAFTA et l'Oscar de la meilleure actrice dans un second rôle en 2005.